# 병렬말뭉치
2개 국어 이상의 번역된 문서를 모은 말뭉치를 병렬말뭉치(parallel corpus, 병렬 코퍼스)라 부른다. 병렬말뭉치는 문장 대 문장 혹은 문단 대 문단으로 구축되어 있다. 병렬말뭉치는 언어 간의 대조 분석, 번역 연구에 활용된다.
최초로 구축된 병렬말뭉치 중 하나인 영어-노르웨이어 병렬말뭉치는 3 가지 목적을 가지고 만들어졌다.
1. 동일 장르 간 영어권과 노르웨이어권의 비교
2. 영어가 노르웨이어로 번역되면서 어떤 변화가 생기는가 혹은 그 반대의 고찰
3. 노르웨이어로 쓰인 문학과 노르웨이어로 번역된 문학의 비교.

병렬 말뭉치를 구축할 때의 가장 큰 주의점은 되도록 직역한 것 위주로 모으는 것이 좋으며 원문과 번역문의 표시를 명확하게 해야 한다는 것이다. 병렬말뭉치가 구축되어 있으면 이국어 사전을 만드는 데 도움이 된다. 영영사전을 번역하여 영한사전을 만드는 것과 병렬말뭉치를 활용해 영한사전을 만드는 것은 근본적인 차이가 있기 때문이다. 후자 쪽이 더욱 기술적인 사전이 될 수밖에 없고 실제 언어 생활에 가까운 형태로 나오게 된다.

## 같이 보기
- 비교 언어학